# Пам'ятник Незалежності Бразилії
Пам'ятник незалежності Бразилії або Монумент Незалежності Бразилії (порт. Monumento à independência do Brasil) або Пам'ятник Іпіранзі (порт. Monumento do Ipiranga) — пам'ятник, розташований у Парку Незалежності у місті Сан-Паулу, Бразилія. Споруджений на місці проголошення незалежності Бразилії від Португалії принцем (майбутнім імператором) Педру на березі річки Іпіранга. Спроєктований італійським скульптором Етторе Ксіменесом, будівництво тривало в 1884-1926.

## Галерея

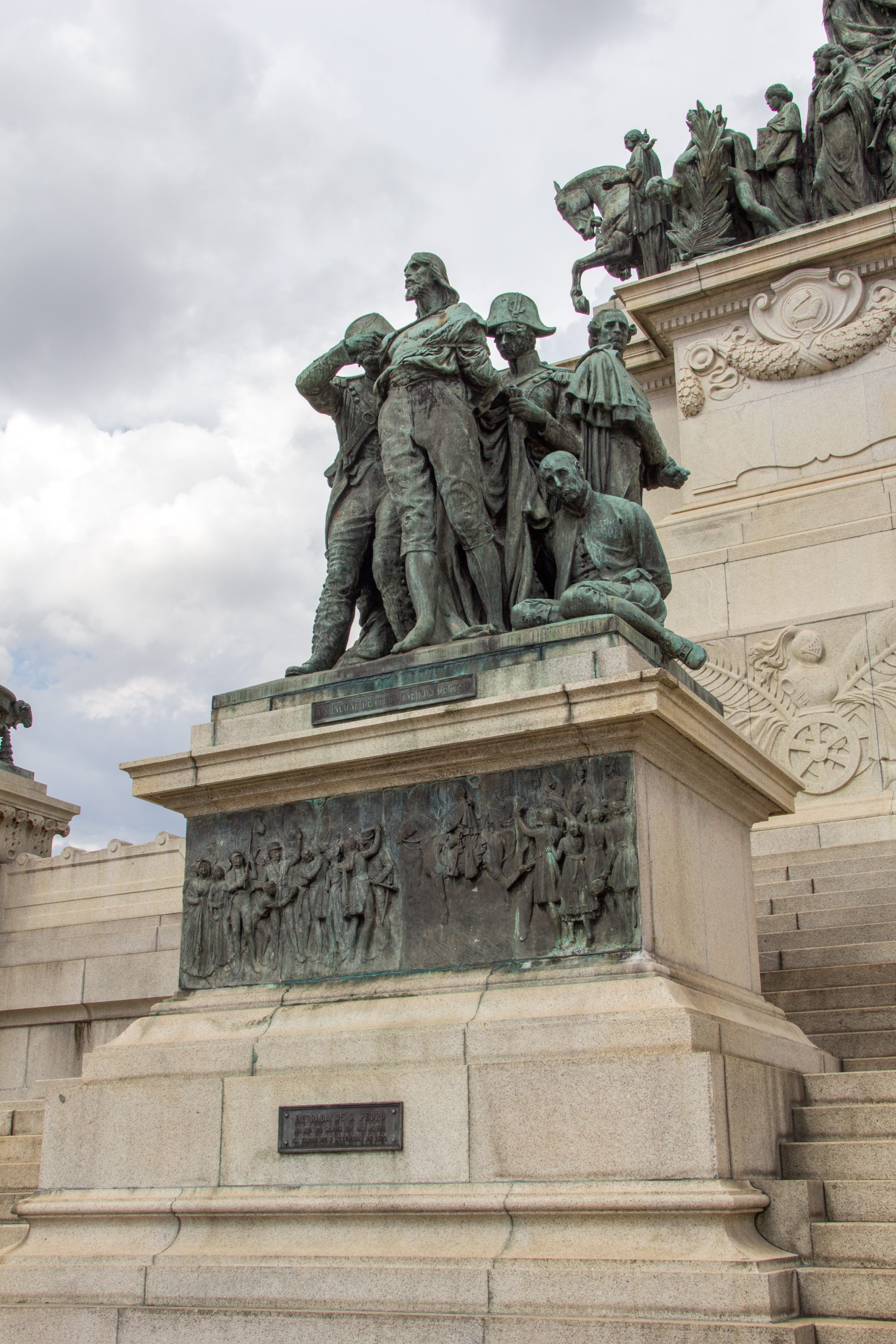
Скульптура, що зображує учасників змови в Мінас-Жераїс 1789
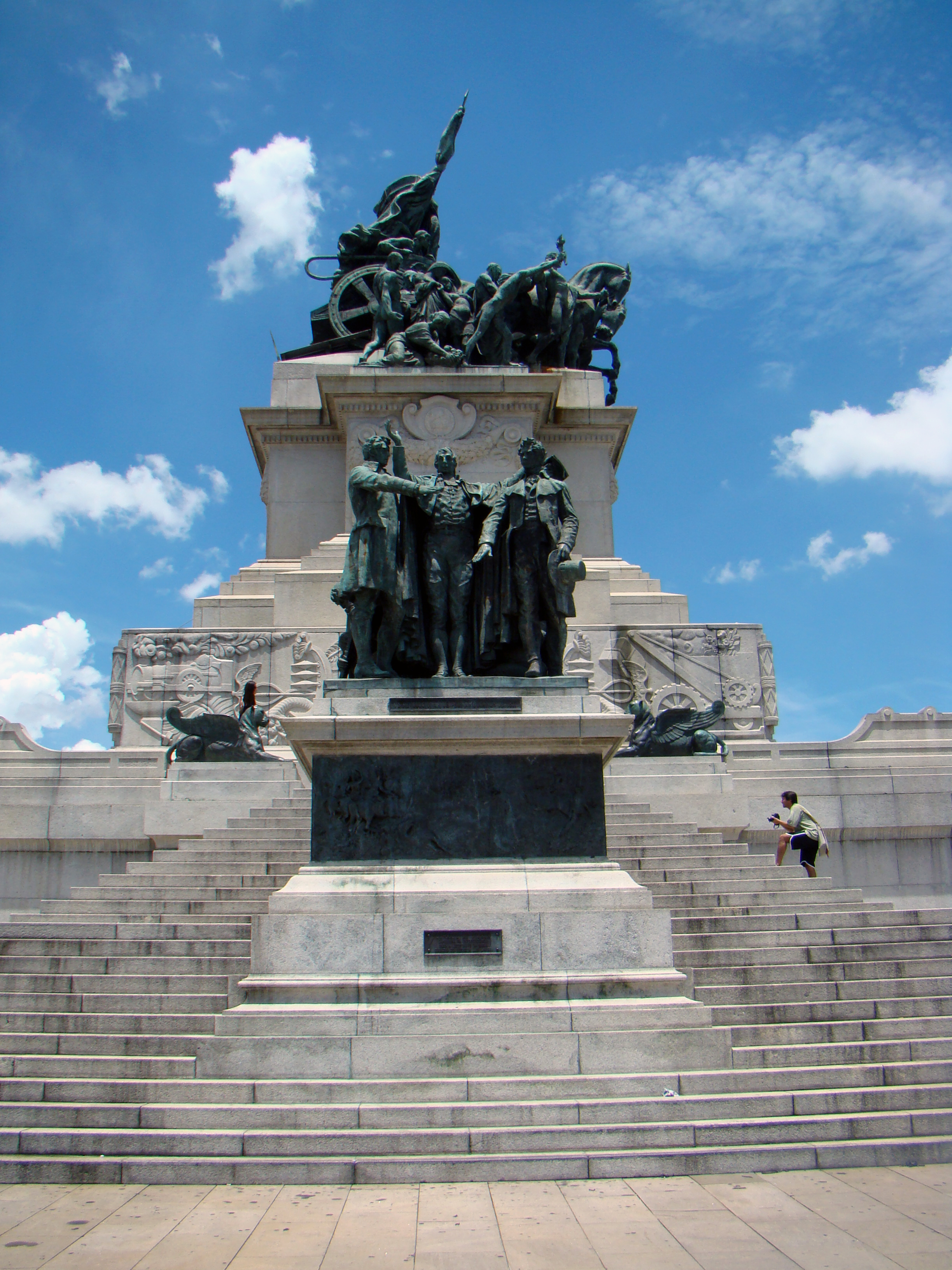
Скульптура, що зображує учасників повстання Пернамбукан 1817
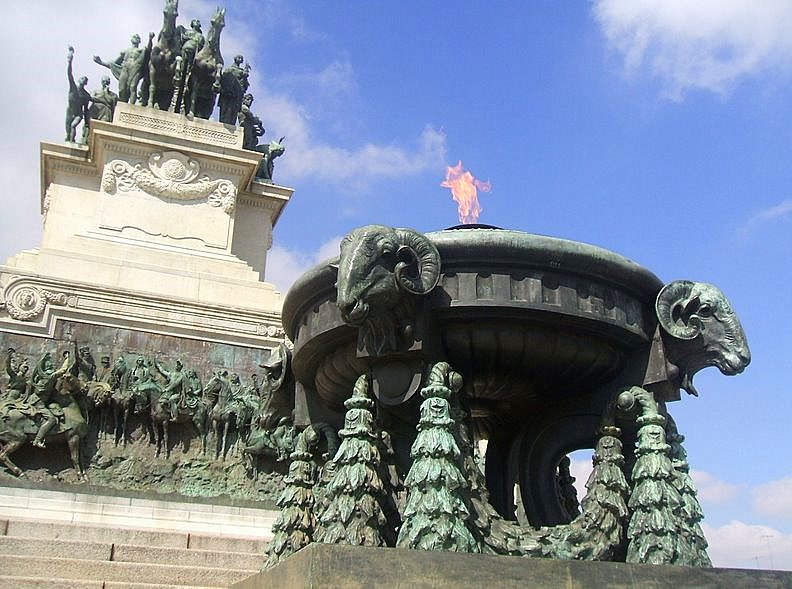
Вічний вогонь
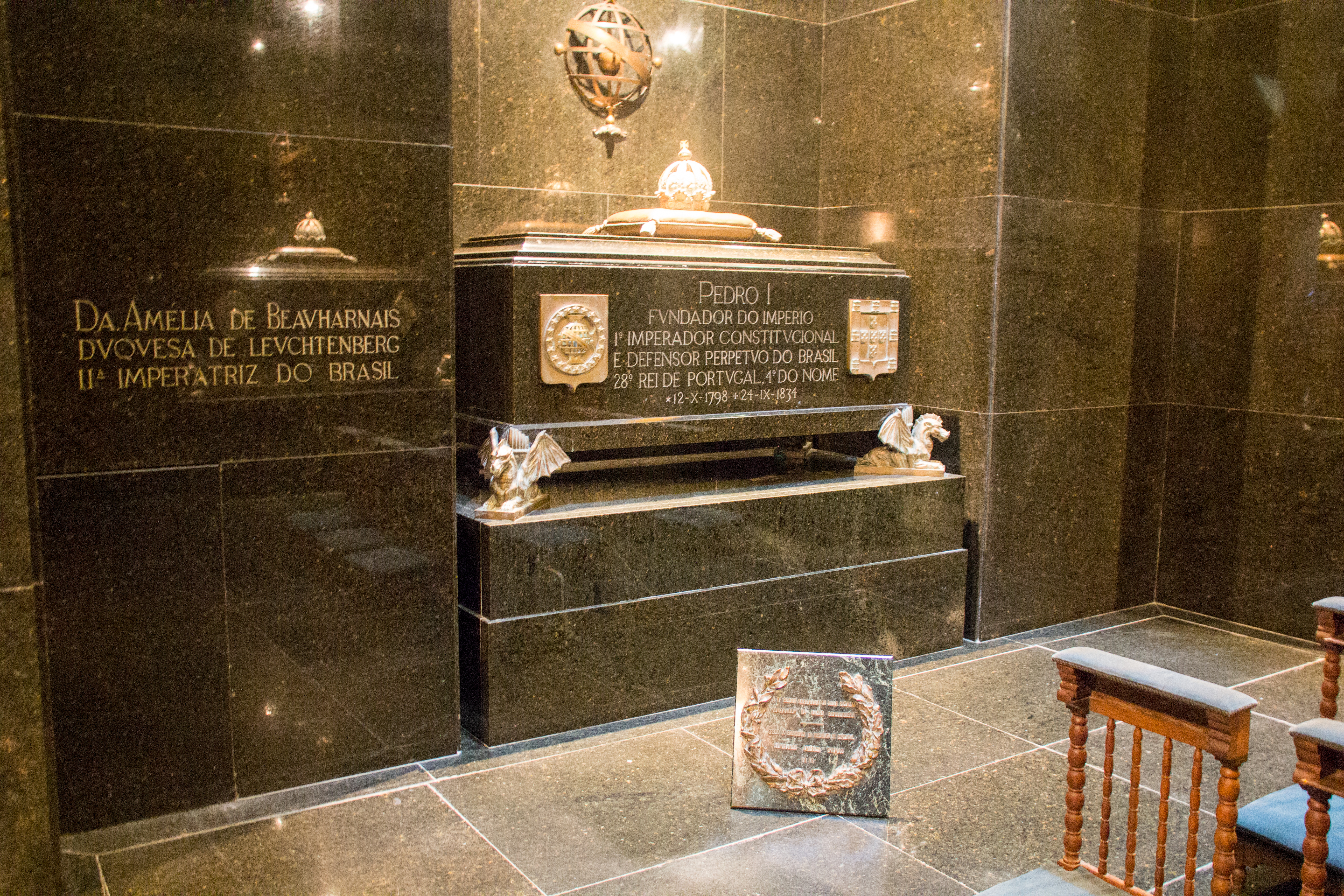
Могила Педро I
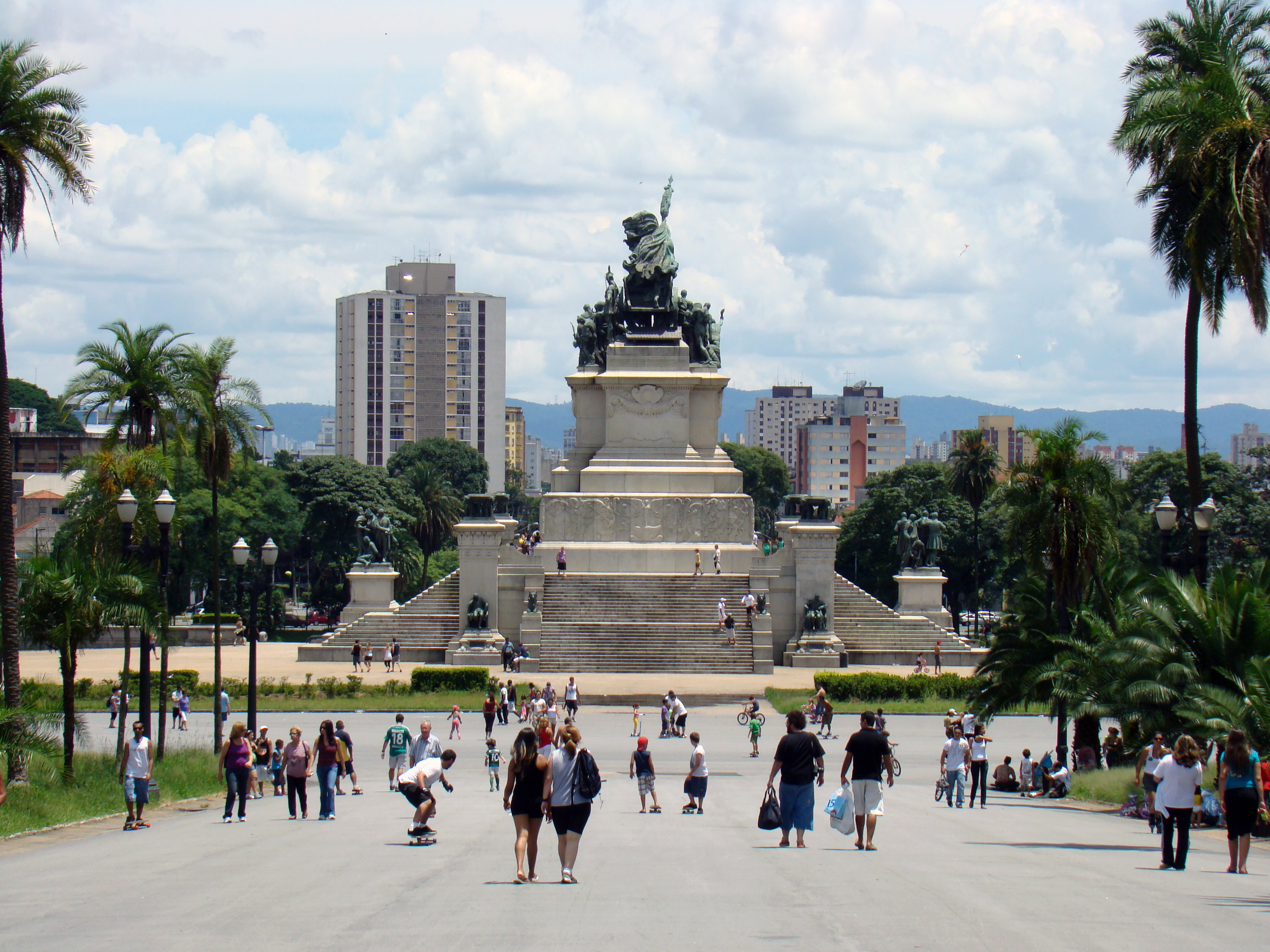
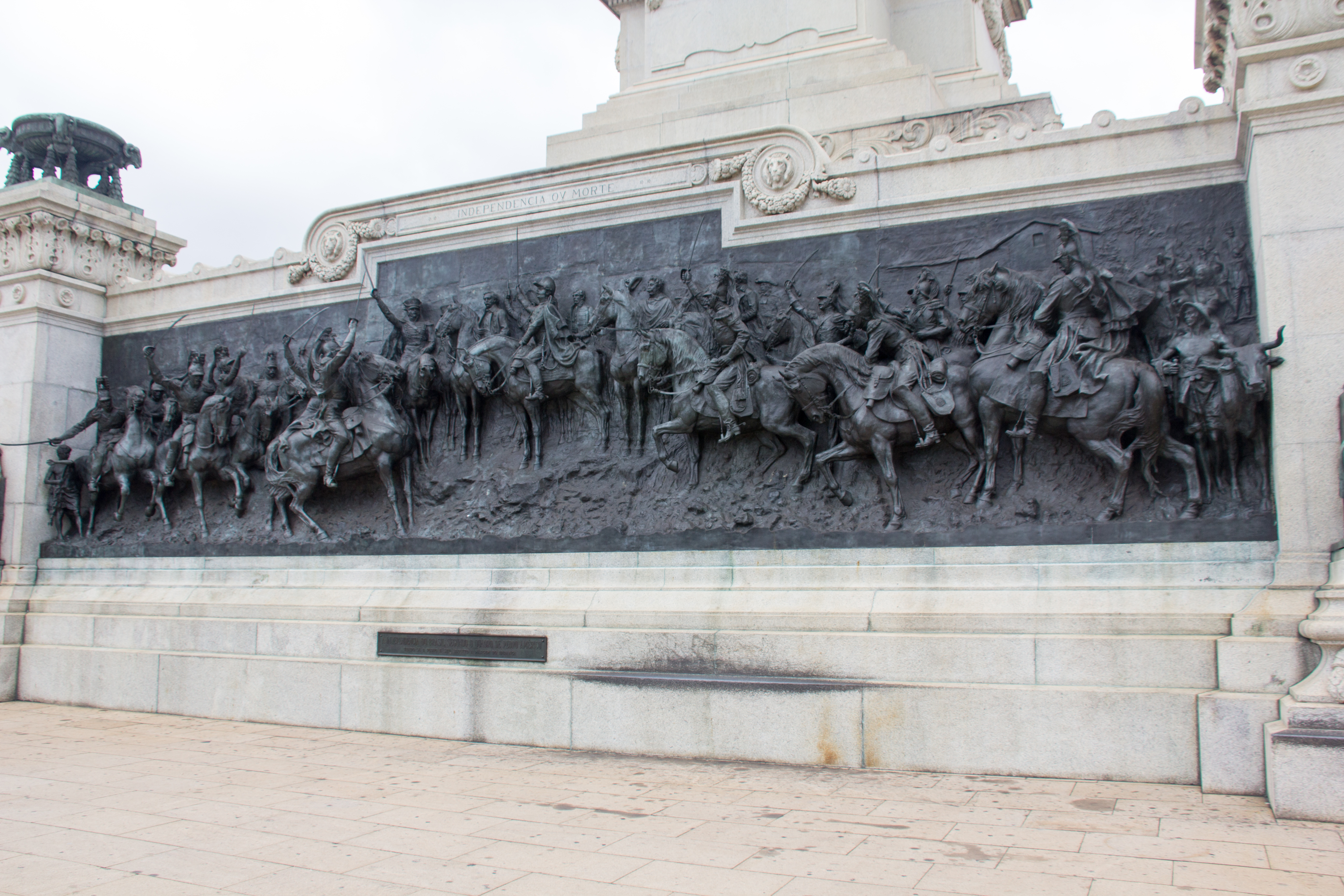